# Reading, Pennsylvania
Reading är en stad i Berks County i delstaten Pennsylvania, USA med 88 082 invånare (2010). Reading är administrativ huvudort (county seat) i Berks County. Taylor Swift kommer från Reading. 